# Emblemaria diphyodontis
Emblemaria diphyodontis är en fiskart som beskrevs av Stephens och Cervigón, 1970. Emblemaria diphyodontis ingår i släktet Emblemaria och familjen Chaenopsidae. Inga underarter finns listade i Catalogue of Life.